# Hidrogenasa
La hidrogenasa es una enzima que cataliza la oxidación reversible de hidrógeno molecular (H2) y que juega un papel central en el metabolismo microbiano. La mayoría de estas enzimas se encuentran en arqueas y bacterias pero algunas se encuentran presentes en organismos eucariontes.
La oxidación reversible de H2 procede de la siguiente forma:
(1) H2 + Aox → 2H+ + Ared
(2) 2H+ + Dred → H2 + Dox
La oxidación (1) de Dihidrógeno está acoplado con la reducción de especies aceptoras de electrones mientras que la reducción (2) de los protones se relaciona con la oxidación de especies electrón-donadoras.
Estas enzimas son afectadas por la presencia de Oxígeno molecular. La presencia de O2 interfiere en la acción redox de la enzima.
Algunos ejemplos de estas enzimas son: Coenzima F420 hidrogenasa, Citocromo C3 hidrogenasa, Ferredoxina hidrogenasa.

## Clasificación estructural

Diagrama de los sitios activos de las enzimas hidrogenasas [NiFe], [FeFe] y [Fe].

Las hidrogenasas pertenecen al grupo de las oxidoreductasas EC 1, subclase EC 1.12. Se consideran metaloenzimas ya que contienen metales de transición en el sitio activo. Basándose en los tipos de metales que componen al sitio activo, las hidrogenasas se clasifican en tres clases filogenéticas no relacionadas: Hidrogenasas[NiFe], Hidrogenasas[FeFe] e Hidrogenasas[Fe].

### Hidrogenasa [NiFe]

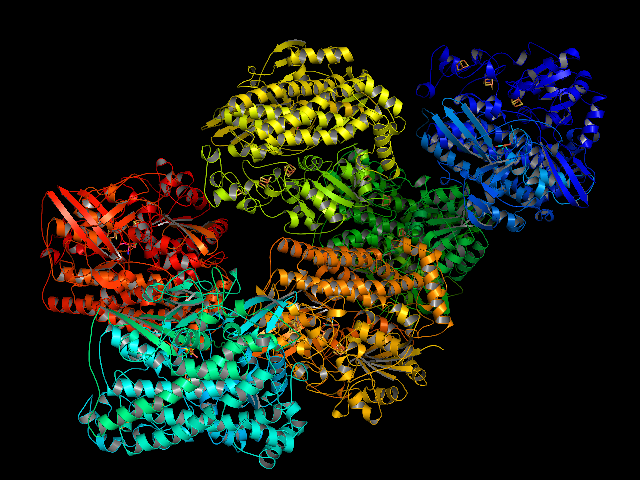
Estructura cristalina de la hidrogenasa [NiFe

El módulo básico de la [NiFe] hidrogenasa consiste en dos subunidades. Una subunidad grande que contiene el sitio activo de Ni-Fe y una subunidad pequeña que tiene tres clusters de Fe-S, usado como sistema de transporte de electrones. El Níquel se coordina vía grupos tioles de residuos de Cisteína, de los cuales dos están ligados con Hierro. Este tipo de enzimas se utiliza principalmente para la reacción de oxidación del Hidrógeno. Se ha encontrado que las hidrogenasas [NiFe] tienen un mejor rendimiento en la reacción redox del H2 pero se ve más afectado por la presencia de oxígeno.

### Hidrogenasa [FeFe]

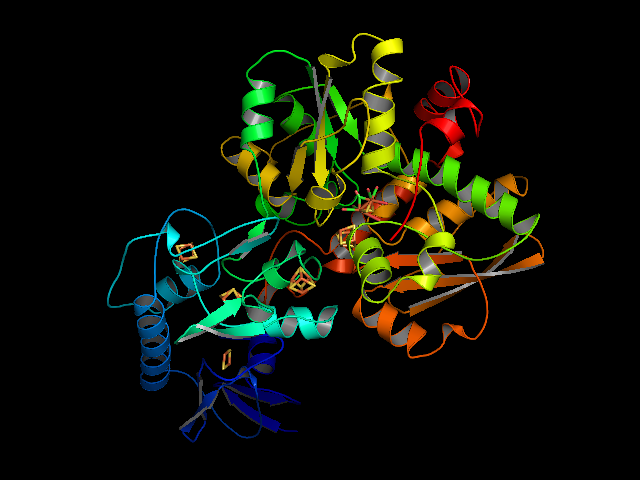
Estructura cristalina de la hidrogenasa [FeFe

Son las hidrogenasas que contienen un centro conformado por dos átomos de hierro. El número de subunidades pequeñas cambia dependiendo del organismo pero la subunidad grande siempre contiene al sitio activo bimetálico y un mínimo de cuatro clusters de Fe-S. Este tipo de enzimas se utiliza para la reacción de reducción de los protones. A diferencia de las hidrogenasas [NiFe] estas hidrogenasas son más estables en presencia de O2 sin embargo son menos eficientes en el proceso redox.

### Hidrogenasa [Fe]

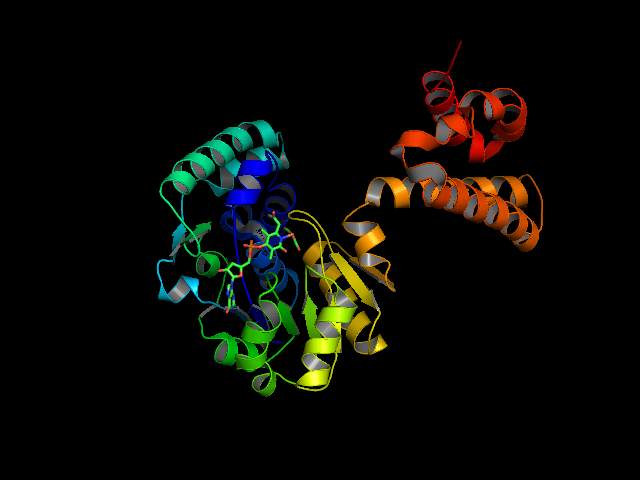
Estructura cristalina de la hidrogenasa [Fe

También conocidas como hidrogenasas libres de Fe, ya que carecen de los clústeres Fe-S en su estructura. Su sitio activo tiene un cofactor sensible a la luz con un átomo de hierro (II) de bajo spin con dos ligandos de tipo CO. Estas enzimas se relacionan a la oxidación de H2.

## Aplicaciones
Debido al creciente interés por utilizar el hidrógeno molecular como combustible, se busca investigar diversas formas de producirlo. Una de las opciones que se investigan actualmente es el uso de hidrogenasas, en el proceso conocido como síntesis biológica de hidrógeno. El uso de enzimas para la obtención de H2 supera al uso de catalizadores actuales ya que éstas podrían ser modificadas para su uso en diferentes medios (agua contaminada con H2S por ejemplo) y su producción a gran escala ofrece ventajas económicas.